# Spacer w chmurach
Spacer w chmurach – amerykańsko-meksykański melodramat z 1995 roku. Remake włoskiego filmu Podróż w nieznane z 1942 roku.

## Główne role
- Keanu Reeves - Paul Sutton
- Aitana Sánchez-Gijón - Victoria Aragon
- Anthony Quinn - Don Pedro Aragon
- Giancarlo Giannini - Alberto Aragon
- Angélica Aragón - Marie Jose Aragon
- Evangelina Elizondo - Guadelupe Aragon
- Freddy Rodríguez - Pedro Aragon, Jr.
- Debra Messing - Betty Sutton
- Febronio Covarrubias - Jose Manuel
- Roberto Huerta - Jose Luis
- Juan Jiménez - Jose Marie

## Fabuła
Paul Sutton, zdemobilizowany weteran wojny światowej, próbuje wrócić do normalnego życia. Za namową żony podejmuje pracę komiwojażera. Podczas jazdy pociągiem poznaje Victorię. Ukończyła college i spodziewa się dziecka z profesorem, który ją zostawił. Paul decyduje pomóc dziewczynie i udawać jej męża, a potem odejść. Tak trafia do winnicy w Napa Valley prowadzonej przez rodzinę amerykańskich Meksykanów. Młodzi nie wzięli pod uwagę tego, że się w sobie zakochają.

## Nagrody i nominacje
Złote Globy 1995
- Najlepsza muzyka - Maurice Jarre

Złota Malina 1995
- Najgorszy aktor - Keanu Reeves (nominacja)

MTV Movie Awards 1996
- Najlepszy pocałunek - Keanu Reeves i Aitana Sánchez-Gijón (nominacja)